# بنيامين جولر
بنيامين جولر (بالألمانية: Benjamin Goller)‏؛ هو لاعب كرة قدم ألماني يلعب كلاعب خط وسط لفريق شالكه 04.

## مسيرته الكروية
بدأ غولر مسيرته في مجال الشباب مع هوزلفينجن، وفي وقت لاحق ذهب إلى شتوتجارت كيكرز في عام 2014، وفي عام 2016 انضم إلى قطاع الشباب في شالكه 04.
لموسم 2018-19 ، تمت ترقية جولر إلى فريق شالكه الاحتياطي، حيث لعب في أوبرليغا فيستفالن، ظهر لأول مرة لفريق الاحتياطي في 1 سبتمبر 2018 ، من قبل أن يتم استبداله في الدقيقة 64. انتهت المباراة خسارة بنتيجة 0-2.
في 11 ديسمبر عام 2018 ، شارك غولر لأول مرة مع شالكه 04 في دوري أبطال أوروبا ، بداية من لوكوموتيف موسكو قبل أن يتم استبداله في الدقيقة 59 لـأمين حارث. انتهت المباراة بالفوز 1-0.

## مسيرته الدولية
بدأ غولر مسيرته الدولية في مجال الشباب مع منتخب ألمانيا تحت 18 سنة، في أول ظهور له في 13 نوفمبر 2016 في مباراة ودية دولية ضد جمهورية أيرلندا، بدأ المباراة قبل أن يتم استبداله في الدقيقة 65، التي انتهت بفوز 3-2.
في 5 سبتمبر 2017 ، سجل لفريق تحت 19 عام في الدقيقة الثالثة من مباراة ودية ضد إنجلترا ، مما رفع ألمانيا إلى 2-0 ، انتهت المباراة بالفوز 3-1.

## روابط خارجية
- بنيامين جولر على موقع الاتحاد الأوربي (الإنجليزية)
- بنيامين جولر على موقع قاعدة بيانات كرة القدم.إي يو (الإنجليزية)
- بنيامين جولر على موقع Soccerway.com (الإنجليزية)
- بنيامين جولر على موقع عالم كرة القدم.نت (الإنجليزية)